# Goffredo Lombardo
Goffredo Lombardo (Nápoles, 15 de mayo de 1920–Roma, 2 de febrero de 2005) fue un productor de cine italiano, hijo del productor Gustavo Lombardo. Tras la muerte de su padre en 1951, Goffredo tomó el control de la compañía Titanus, con la que produjo películas en diversos géneros entre las décadas de 1940 y 1960.

## Filmografía destacada

### Cine
- Catene (1949)
- Tormento (1950)
- I figli di nessuno (1951)
- Chi è senza peccato... (1952)
- Africa sotto i mari (Woman of the Red Sea) (1953)
- L'angelo bianco (1955)
- La maja desnuda (1958)
- La sposa bella (The Angel Wore Red) (1960)
- Rocco e i suoi fratelli (1960)
- Le quattro giornate di Napoli (1962)
- Sodoma e Gomorra (1962)
- Mandrin, bandit gentilhomme (1962)
- Cronaca familiare (1962)
- Il Gattopardo (1963)
- I fidanzati (1963)